# Gertrudis Couterel
Gertrudis Couterel (ook: 'Cotterel' of 'Coutreel') was erfvrouwe van Asten. Zij trouwde omstreeks 1355 met Hendrik van Cuijk die, toen Gertrudis' vader in ongenade was gevallen, in 1366 werd beleend met de heerlijkheid Asten. Ze kregen een zoon, namelijk Jan IV van Hoogstraten.
Na de dood van haar man hertrouwde Gertrudis in 1372 met Jan III Berthout van Berlaer, die heer van Helmond was.